# Superliga Brasileira de Voleibol Masculino de 1995–96
A Superliga Brasileira de Voleibol de 1995-96 foi um torneio realizado entre o final de 1995 e 26 de março de 1996, contando com onze equipes representando seis estados. Foi a segunda edição da competição.

## Participantes
Banespa, São Paulo/SP

 Chapecó, Chapecó/SC

 Cocamar, Maringá/PR

 Estrela do Oeste, Divinópolis/MG

 Flamengo, Rio de Janeiro/RJ

 Ginástica, Novo Hamburgo/RS

 Náutico, Araraquara/SP

 Olympikus, São Paulo/SP

 Palmeiras, São Paulo/SP

 Santo André, Santo André/SP

 Suzano, Suzano/SP

## Regulamento
- Fase Classificatória:A primeira fase da Superliga foi realizada com a participação de onze equipes. A competição foi dividida em duas fases. Na primeira, as equipes jogaram entre si, em turno e returno, realizando 20 partidas cada uma.

- Playoffs:As oito melhores colocadas avançaram às quartas-de-final (melhor de três jogos), obedecendo ao seguinte cruzamento: 1º x 8º, 2º x 7º, 3º x 6º e 4º x 5º, em playoffs melhor de três jogos.

As quatro equipes vencedoras avançaram às semifinais (melhor de cinco jogos), respeitando o seguinte critério: o vencedor do jogo entre o 1º e o 8º enfrentará o do jogo entre o 4º e o 5º, e o ganhador da partida entre o 2º e o 7º terá pela frente o do confronto entre o 3º e o 6º. Os dois times vencedores disputaram o título na final, também em uma série melhor de cinco jogos.